# توماس ای. هندریکس
توماس ای. هندریکس (به انگلیسی: Thomas A. Hendricks) سناتور سابق عضو حزب دموکرات ایالات متحده آمریکا بود. وی در سال ۱۸۶۳ تا ۱۸۶۹ میلادی سناتور ایالت ایندیانا در سنای ایالات متحده آمریکا بود.